# كلانس (الألب الجبلية)
كلانس، الألب الجبلية (بالفرنسية: Clans, Alpes-Maritimes)‏ هي بلدية فرنسية تقع في إقليم الألب البحرية من منطقة بروفنس ألب كوت دازور في جنوب شرق فرنسا. تبلغ مساحة هذه المدينة 37.79 (كم²)، وترتفع عن سطح البحر 700 م، يبلغ عدد سكانها 557 نسمة حسب إحصاء المعهد الوطني للإحصاء والدراسات الاقتصادية سنة 2009 م. وترأس Roger Maria البلدية خلال فترة (2008-2014).

## وصلات خارجية
- صفحة البلدية على موقع المعهد الوطني للإحصاء والدراسات الاقتصادية

{{بلديات إقليم الألب البحرية}}
الألب البحرية]]
[[تصنيف:بلديات إقليم